# Liste der denkmalgeschützten Objekte in Česká Kamenice
Grundlage dieser Liste der denkmalgeschützten Objekte in Česká Kamenice ist die ÚSKP-Liste (Ústřední seznam kulturních památek České republiky, deutsch Zentrale Liste der Kulturdenkmäler der Tschechischen Republik), die von der tschechischen Denkmalschutzbehörde NPÚ (Národní památkový ústav, deutsch Nationale Denkmalbehörde) seit 1987 geführt wird und an die seit dem Jahr 1850 geschaffenen Listen anschließt.

## Denkmalgeschützte Objekte nach Ortsteilen

### Česká Kamenice(Böhmisch Kamnitz)
| Lage                                                                   | Objekt                                | Beschreibung | ÚSKP-Nr.                  | Bild                                  |
| ---------------------------------------------------------------------- | ------------------------------------- | --- | ------------------------- | ------------------------------------- |
| Česká Kamenice, náměstí Míru (Standort)                                | Brunnen                               | Brunnen | 37464/5-3616 Info Katalog | Brunnen                               |
| Česká Kamenice, náměstí Míru 122 (Standort)                            | Stadthaus Nr. 122                     | Stadthaus | 17251/5-3630 Info Katalog | Stadthaus Nr. 122                     |
| Česká Kamenice, náměstí Míru 123 (Standort)                            | Stadthaus Nr. 123                     | Stadthaus | 36871/5-3631 Info Katalog | Stadthaus Nr. 123                     |
| Česká Kamenice, náměstí Míru 209 (Standort)                            | Stadthaus Nr. 209                     | Stadthaus, ehem. Hotel „Formanka“ | 26059/5-3632 Info Katalog | Stadthaus Nr. 209                     |
| Česká Kamenice, náměstí Míru 219 (Standort)                            | Rathaus                               | Rathaus | 33752/5-3623 Info Katalog | Rathaus                               |
| Česká Kamenice, náměstí Míru 221, Nerudova (Standort)                  | Stadthaus Nr. 221                     | Stadthaus | 33768/5-3624 Info Katalog | Stadthaus Nr. 221                     |
| Česká Kamenice, náměstí Míru 253, Nerudova (Standort)                  | Stadthaus Nr. 253                     | Stadthaus | 16003/5-3627 Info Katalog | Stadthaus Nr. 253                     |
| Česká Kamenice, náměstí Míru 270 (Standort)                            | Stadthaus Nr. 270                     | Stadthaus | 28998/5-3638 Info Katalog | Stadthaus Nr. 270                     |
| Česká Kamenice, náměstí Míru 272 (Standort)                            | Sparkasse                             | Sparkasse | 51504/5-5927 Info Katalog | Sparkasse                             |
| Česká Kamenice, náměstí Míru 73, Lipová (Standort)                     | Stadthaus Nr. 73                      | Stadthaus | 44932/5-3625 Info Katalog | Stadthaus Nr. 73                      |
| Česká Kamenice, Lipová 107 (Standort)                                  | Stadthaus, Lipová 107                 | Stadthaus | 103674 Info Katalog       | Stadthaus, Lipová 107                 |
| Česká Kamenice, Jakubské náměstí 111 (Standort)                        | Schule                                | Alte Stadtschule | 16716/5-3634 Info Katalog | Schule                                |
| Česká Kamenice, Jakubské náměstí (Standort)                            | Jakobskirche                          | Dekanatskirche des hl. Jakobus der Ältere mit - Kirche mit Grabsteinen - Kirchturm | 14262/5-3610 Info Katalog | weitere Bilder                        |
| Česká Kamenice, Lipová 1, 601, 602, 603, Pivovarská (Standort)         | Schloss Böhmisch-Kamnitz              | Schloss Česká Kamenice mit - Südflügel Nr. 1, mit Torhaus - Schloss – Hauptgebäude Nr. 601 - Nordflügel des Schlosses Nr. 602 - Nordflügel Nr. 603 - Verbindungsgang zur Kirche - Garten mit Mauer - Umfassungsmauer | 19408/5-3615 Info Katalog | Schloss Böhmisch-Kamnitz              |
| Česká Kamenice, Pivovarská 2, 3, 8, 605, Štítného (Standort)           | Brauerei                              | Brauereikomplex mit - Brauerei Nr. 2 - Brauerei Nr. 3, Brauereiturm - Siederei - Lager - Gebäude mit Keller Nr. 605 - Kesselhaus Nr. 8 - Speicher - Kamin                                                            | 29948/5-3618 Info Katalog | Brauerei                              |
| Česká Kamenice, Lipová 84 (Standort)                                   | Stadthaus Lipová 84                   | Stadthaus | 33497/5-3633 Info Katalog | Stadthaus Lipová 84                   |
| Česká Kamenice, Lipová 86 (Standort)                                   | Stadthaus Lipová 86                   | Stadthaus (Denkmalschutz aufgehoben) | 51049/5-5907 Info Katalog | BW                                    |
| Česká Kamenice, Lipová 88 (Standort)                                   | Stadthaus Lipová 88                   | Stadthaus | 53825/5-3635 Info Katalog | Stadthaus Lipová 88                   |
| Česká Kamenice, Lipová 605 (Standort)                                  | Barbarakapelle                        | Barbarakapelle (auch Marienkapelle oder Dreifaltigkeitskapelle), in der Nähe des Bahnhofs | 37904/5-3611 Info Katalog | Barbarakapelle                        |
| Česká Kamenice, Huníkov, Lipová (an der Straße nach Žandov) (Standort) | Kapelle                               | Kapelle (im OT Huníkov, bei der Bushaltestelle „Česká Kamenice, Huníkov, kult. dům“) | 30106/5-3645 Info Katalog | Kapelle                               |
| Česká Kamenice, Palackého 141, Pražská (Standort)                      | Villa Palackého 141                   | Villa mit Kachelöfen, Einzäunung und Tor, erbaut 1922–1923 für den Textilindustriellen Rudolf Hübel im klassizistischen Stil mit Art-Deco-Elementen, im Jahre 1945 enteignet, dient jetzt als Kindergarten.          | 105806 Info Katalog       | Villa Palackého 141                   |
| Česká Kamenice, náměstí 28. října 153 (Standort)                       | Stadthaus Náměstí 28. října Nr. 153   | Stadthaus | 102555 Info Katalog       | Stadthaus Náměstí 28. října Nr. 153   |
| Česká Kamenice, náměstí 28. října 340 (Standort)                       | Stadthaus Náměstí 28. října Nr. 340   | Stadthaus | 16786/5-3636 Info Katalog | Stadthaus Náměstí 28. října Nr. 340   |
| Česká Kamenice, Dívčí 385, U hřiště (Standort)                         | Stadthaus Dívčí 385                   | Stadthaus | 21115/5-3629 Info Katalog | Stadthaus Dívčí 385                   |
| Česká Kamenice, Máchova 301 (Standort)                                 | Villa Máchova Nr. 301                 | Villa mit Terrasse, Stützmauern und Garten | 102692 Info Katalog       | Villa Máchova Nr. 301                 |
| Česká Kamenice, Máchova 311 (Standort)                                 | Villa Máchova Nr. 311                 | Villa mit Garten und Tor | 101072 Info Katalog       | Villa Máchova Nr. 311                 |
| Česká Kamenice, Máchova 513 (Standort)                                 | Villa Máchova Nr. 513                 | Villa mit Garten und Zaun | 101275 Info Katalog       | Villa Máchova Nr. 513                 |
| Česká Kamenice, Žižkova 229, Spálená (Standort)                        | Stadthaus Žižkova Nr. 229             | Stadthaus | 32722/5-3628 Info Katalog | Stadthaus Žižkova Nr. 229             |
| Česká Kamenice, Žižkova 243 (Standort)                                 | ehem. Hospital an der Marienkapelle   | ehem. Hospital (an der Marienkapelle), erbaut 1752 auf Veranlassung von Philipp Joseph Graf Kinsky (1700–1749) von Jakob Schwarz, jetzt „Starý Klub“                                                                 | 45403/5-3619 Info Katalog | ehem. Hospital an der Marienkapelle   |
| Česká Kamenice, U kaple, Žižkova (Standort)                            | Kapelle Maria Geburt                  | Kapelle Maria Geburt mit - Wallfahrtskapelle Maria Geburt, mit vier Kapellen, Altären und Wassergraben - Grabkapelle des Unternehmers Franz Preidl von Hassenbrunn - Graben - Umfassungsmauer - Park - Treppenanlage | 16027/5-4112 Info Katalog | weitere Bilder                        |
| Česká Kamenice, Husova, 5. května, Žižkova (Standort)                  | Evangelische Kirche                   | Evangelische Kirche | 102358 Info Katalog       | weitere Bilder                        |
| Česká Kamenice, Nerudova 308 (Standort)                                | Stadthaus Nerudova Nr. 308            | Stadthaus | 35301/5-3639 Info Katalog | Stadthaus Nerudova Nr. 308            |
| Česká Kamenice, Benátky 13 (Standort)                                  | Portal vom Stadthaus Benátky 13       | Stadthaus Nr. 13, nur das Portal | 47689/5-3622 Info Katalog | Portal vom Stadthaus Benátky 13       |
| Česká Kamenice, Tyršova 35 (Standort)                                  | Saalhausen-Stadtpalais Tyršova Nr. 35 | Stadtschloss – Herrenhaus Saalhausen | 36752/5-3620 Info Katalog | Saalhausen-Stadtpalais Tyršova Nr. 35 |
| Česká Kamenice, Tyršova 350 (Standort)                                 | Armenhaus                             | Armenhaus des Unternehmers Franz Preidl von Hassenbrunn | 51986/5-5932 Info Katalog | Armenhaus                             |
| Česká Kamenice, Lužická 133 (Standort)                                 | Papierfabrik                          | Papierfabrik (Denkmalschutz aufgehoben) | 54677/5-4845 Info Katalog | BW                                    |

### Dolní Kamenice (Niederkamnitz)
| Lage                                                | Objekt                          | Beschreibung                  | ÚSKP-Nr.                  | Bild                            |
| --------------------------------------------------- | ------------------------------- | ----------------------------- | ------------------------- | ------------------------------- |
| Dolní Kamenice, Karoliny Světlé 52 (Standort)       | Wohnhaus Karoliny Světlé Nr. 52 | Wohnhaus                      | 20443/5-3637 Info Katalog | Wohnhaus Karoliny Světlé Nr. 52 |
| Dolní Kamenice, nördlich vom Brüderaltar (Standort) | Kapelle                         | Kapelle (in den Fels gehauen) | 22165/5-3612 Info Katalog | BW                              |

### Horní Kamenice (Oberkamnitz)
| Lage                                    | Objekt                          | Beschreibung                                                      | ÚSKP-Nr.                  | Bild                            |
| --------------------------------------- | ------------------------------- | ----------------------------------------------------------------- | ------------------------- | ------------------------------- |
| Horní Kamenice, Bezručova 54 (Standort) | Bauernhaus Bezručova Nr. 54     | Bauernhaus                                                        | 16386/5-3643 Info Katalog | Bauernhaus Bezručova Nr. 54     |
| Horní Kamenice, Bezručova 55 (Standort) | Glasmacherhaus Bezručova Nr. 55 | Bauernhaus – Glasmacherhaus                                       | 34278/5-3644 Info Katalog | Glasmacherhaus Bezručova Nr. 55 |
| Horní Kamenice, Zámecký vrch (Standort) | Zámecký vrch (Schlossberg)      | Zámecký vrch (Schlossberg) mit Hrad Kamenice (Burgruine Kempnitz) | 46353/5-3614 Info Katalog | weitere Bilder                  |
| Horní Kamenice, Havlíčkova ()           | Nepomukstatue                   | Statue des hl. Johannes von Nepomuk (nicht gefunden)              | 17308/5-3617 Info Katalog |                                 |

### Filipov (Philippsdorf)
| Lage                  | Objekt            | Beschreibung | ÚSKP-Nr.                  | Bild              |
| --------------------- | ----------------- | ------------ | ------------------------- | ----------------- |
| Filipov 26 (Standort) | Bauernhaus Nr. 26 | Bauerngehöft | 19859/5-3642 Info Katalog | Bauernhaus Nr. 26 |
| Filipov 27 (Standort) | Bauernhaus Nr. 27 | Bauerngehöft | 37531/5-3640 Info Katalog | Bauernhaus Nr. 27 |
| Filipov 42 (Standort) | Bauernhaus Nr. 42 | Bauerngehöft | 32922/5-3641 Info Katalog | Bauernhaus Nr. 42 |

### Kerhartice (Gersdorf)
| Lage                     | Objekt                         | Beschreibung                   | ÚSKP-Nr.                  | Bild                           |
| ------------------------ | ------------------------------ | ------------------------------ | ------------------------- | ------------------------------ |
| Kerhartice (Standort)    | Kirche der hl. Maria Magdalena | Kirche der hl. Maria Magdalena | 28783/5-3775 Info Katalog | Kirche der hl. Maria Magdalena |
| Kerhartice 20 (Standort) | Bauernhaus Nr. 20              | Bauerngehöft                   | 34291/5-3776 Info Katalog | Bauernhaus Nr. 20              |
| Kerhartice 32 (Standort) | Bauernhaus Nr. 32              | Bauerngehöft ohne Nebengebäude | 14009/5-3778 Info Katalog | Bauernhaus Nr. 32              |
| Kerhartice 44 (Standort) | Bauernhaus Nr. 44              | Bauerngehöft                   | 20059/5-3779 Info Katalog | Bauernhaus Nr. 44              |

### Líska (Hasel)
| Lage                               | Objekt                         | Beschreibung                                     | ÚSKP-Nr.                  | Bild              |
| ---------------------------------- | ------------------------------ | ------------------------------------------------ | ------------------------- | ----------------- |
| Líska 13 (Standort)                | Glasmacherhaus                 | Bauernhaus – Glasmacherhaus                      | 30203/5-3791 Info Katalog | Glasmacherhaus    |
| Líska 58 (Standort)                | Bauernhaus Nr. 58              | Bauerngehöft                                     | 23535/5-3792 Info Katalog | Bauernhaus Nr. 58 |
| Líska, auf dem Studenec (Standort) | Aussichtsturm auf dem Studenec | Aussichtsturm auf dem Berg Studenec (Kaltenberg) | 11817/5-5800 Info Katalog | weitere Bilder    |